# Svart alpfink
Svart alpfink (Leucosticte atrata) är en starkt utrotningshotad fågel i familjen finkar som är endemisk för USA.

## Utseende och läten
Svart alpfink är en medelstor (14–16 cm) och satt fink. Hanen är mörkbrun eller svart på rygg, bröst, nacke och ansikte. Bakre delen och sidan av hjässan är silvergrå, medan fjädrar på buk, övergump, stjärttäckare och vingknoge är skärspetsade. Honan liknar hanen men är mindre färgglad och har gråare kropp. Grånackad alpfink är mycket ljusare brun medan brunkronad alpfink saknar den silvergrå hjässan och har mycket brunare kropp. Lätena liknar övriga amerikanska alpfinkar, i engelsk litteratur beskrivna som en utdragen serie med "chew"-toner.

## Utbredning och systematik
Svart alpfink förekommer i bergstrakter i Nordamerika, från Idaho och Montana till Nevada och Utah, vintertid även i Arizona. Vissa betraktar den som underart till grånackad alpfink (L. tephrocotis)

## Levnadssätt
Arten häckar ovanför trädgränsen på mellan 2600 och 3000 meters höjd. Där håller den till i närheten av snöfält, glaciärer och alpsjöar, klippor eller öppna sluttningar. Utanför häckningstid rör den sig till lägre områden, men vanligen vid snögränsen. Födan består huvudsakligen av insekter och frön.

## Status och hot
Fram tills nyligen behandlade internationella naturvårdsunionen IUCN populationen för svart alpfink som livskraftig. Efter studier som visar att den minskat mycket kraftigt i antal det senaste decenniet betraktas den dock numera som hotad, och placeras i kategorin starkt hotad (EN). Världspopulationen uppskattas till mellan 10 000 och 20 000 häckande individer.